# Yarrow Point
Yarrow Point és una població dels Estats Units a l'estat de Washington. Segons el cens del 2000 tenia 1.008 habitants.

## Demografia
Segons el cens del 2000, Yarrow Point tenia 1.008 habitants, 379 habitatges, i 308 famílies. La densitat de població era de 1.051,9 habitants per km².
Dels 379 habitatges en un 34,6% hi vivien nens de menys de 18 anys, en un 78,4% hi vivien parelles casades, en un 1,6% dones solteres, i en un 18,5% no eren unitats familiars. En el 15,3% dels habitatges hi vivien persones soles el 7,7% de les quals corresponia a persones de 65 anys o més que vivien soles. El nombre mitjà de persones vivint en cada habitatge era de 2,66 i el nombre mitjà de persones que vivien en cada família era de 2,96.
Per edats la població es repartia de la següent manera: un 25,9% tenia menys de 18 anys, un 3,7% entre 18 i 24, un 20,9% entre 25 i 44, un 30,9% de 45 a 60 i un 18,7% 65 anys o més.
L'edat mediana era de 45 anys. Per cada 100 dones de 18 o més anys hi havia 95,5 homes.
La renda mediana per habitatge era de 117.940 $ i la renda mediana per família de 126.075 $. Els homes tenien una renda mediana de 100.000 $ mentre que les dones 52.500 $. La renda per capita de la població era de 72.135 $. Aproximadament l'1,6% de les famílies i el 3,4% de la població estaven per davall del llindar de pobresa.

## Poblacions més properes
El següent diagrama mostra les poblacions més properes.